# Re-Harachte
Re-Harachte (auch Re-Horachti, Re-Hor-achti) ist ein Sonnengott in der ägyptischen Mythologie. Er ist aus einer Verschmelzung (Synkretismus) der Gottheiten Re und Harachte entstanden.

## Darstellung
Re-Harachte wird meist als stehender oder sitzender Mann mit roter Hautfarbe und einem Falkenkopf dargestellt. Auf seinem Kopf trägt er die Sonnenscheibe, die von der Uräusschlange umschlossen ist. Weitere Abbildungen zeigen ihn als Mensch mit Widderkopf und Sonnenscheibe, beispielsweise im Tempel des Sethos I. in Abydos oder auch mit Löwen-, Katzen- oder Falkenkopf mit Widderhörnern beziehungsweise Sonnenscheibe in (Hibis).

## Bedeutung
Mit Re-Harachte wird Re als der im Osten erscheinende Sonnengott beschrieben. Es ist der eigentliche Name des Gottes Re von Heliopolis. Als heliopolitanischer Sonnengott wird seine Eigenschaft als „Weltherrscher“ hervorgehoben. Re-Harachte von Heliopolis galt in Edfu als wesensgleich mit dem Gott Horus.
König Echnaton nannte sich „Hoherpriester des Re-Harachte“ und zu Beginn seiner Regierungszeit ließ er den Gott noch in seiner herkömmlichen Form darstellen. Im ersten sogenannten „lehrhaften Namen“ (Jahr vier bis acht) des Gottes Aton beschreibt er diesen dann selbst als Re-Harachte: „Es lebe der horizontische Horus (Re-Harachte), der im Lichtland (am Horizont) jubelt“.

## Kult und Kultorte
Bereits um 2445 v. Chr. (5. Dynastie) erscheint die Verschmelzungsform der beiden Götter im Sonnenheiligtum des Niuserre in Abusir (Abu Ghurab). Er wurde außerdem in Tempeln von Wadi es-Sebua, Amada, Derr und dem von Ramses II. erbauten großen Tempel von Abu Simbel verehrt.

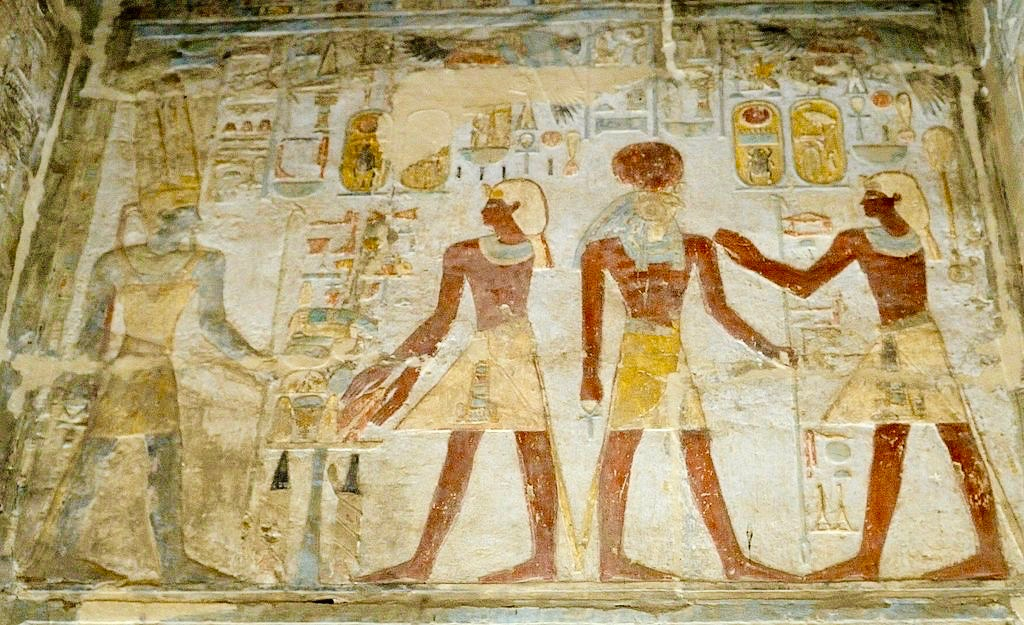
Thutmosis III. im Tempel von Amada vor Re-Harachte
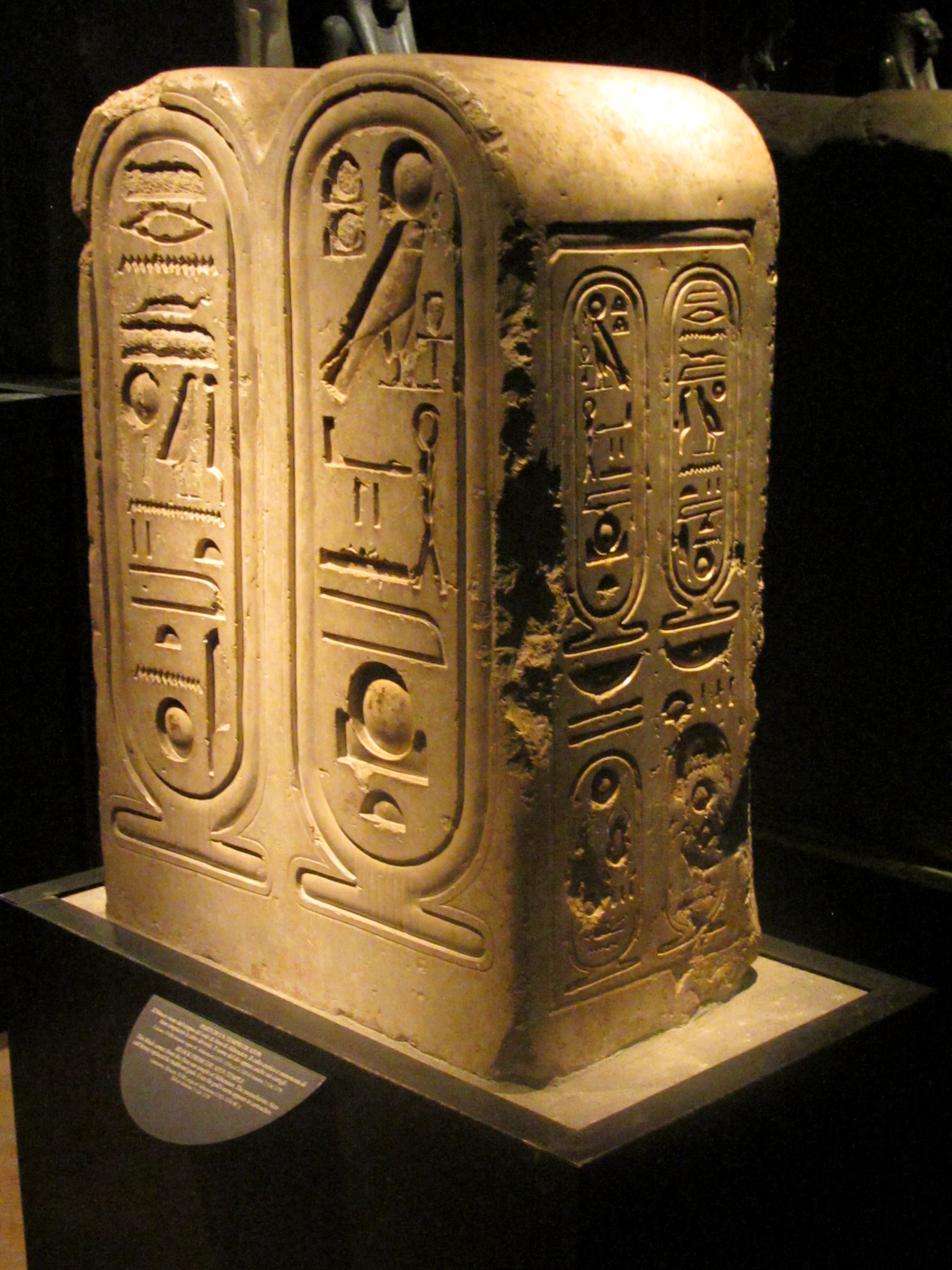
Kartuschen des Gottes Aton (Erster lehrhafter Name des Aton) mit Nennung von Re-Harachte in der ersten Kartusche (zu lesen von rechts nach links)
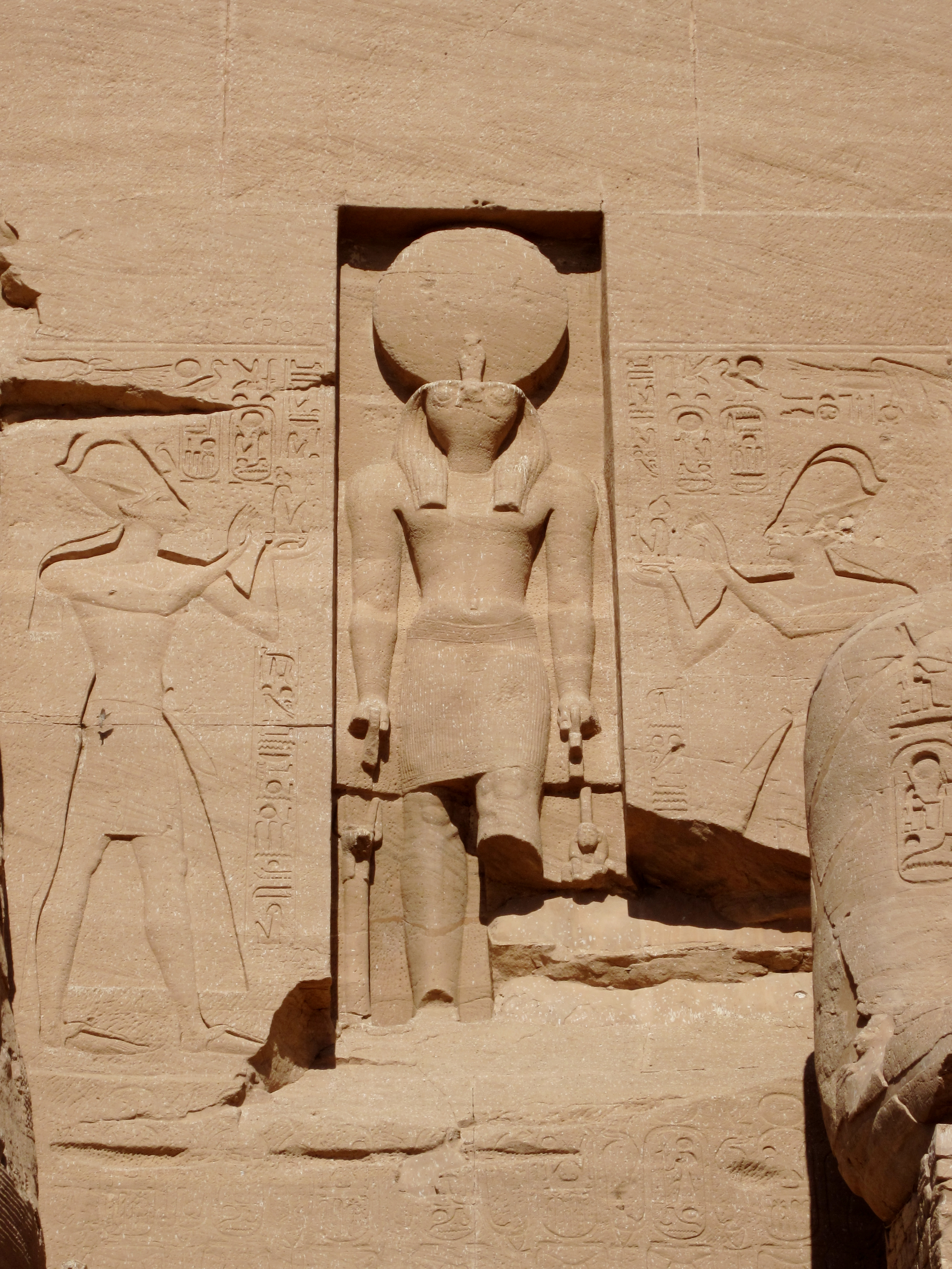
Großer Tempel von Abu Simbel
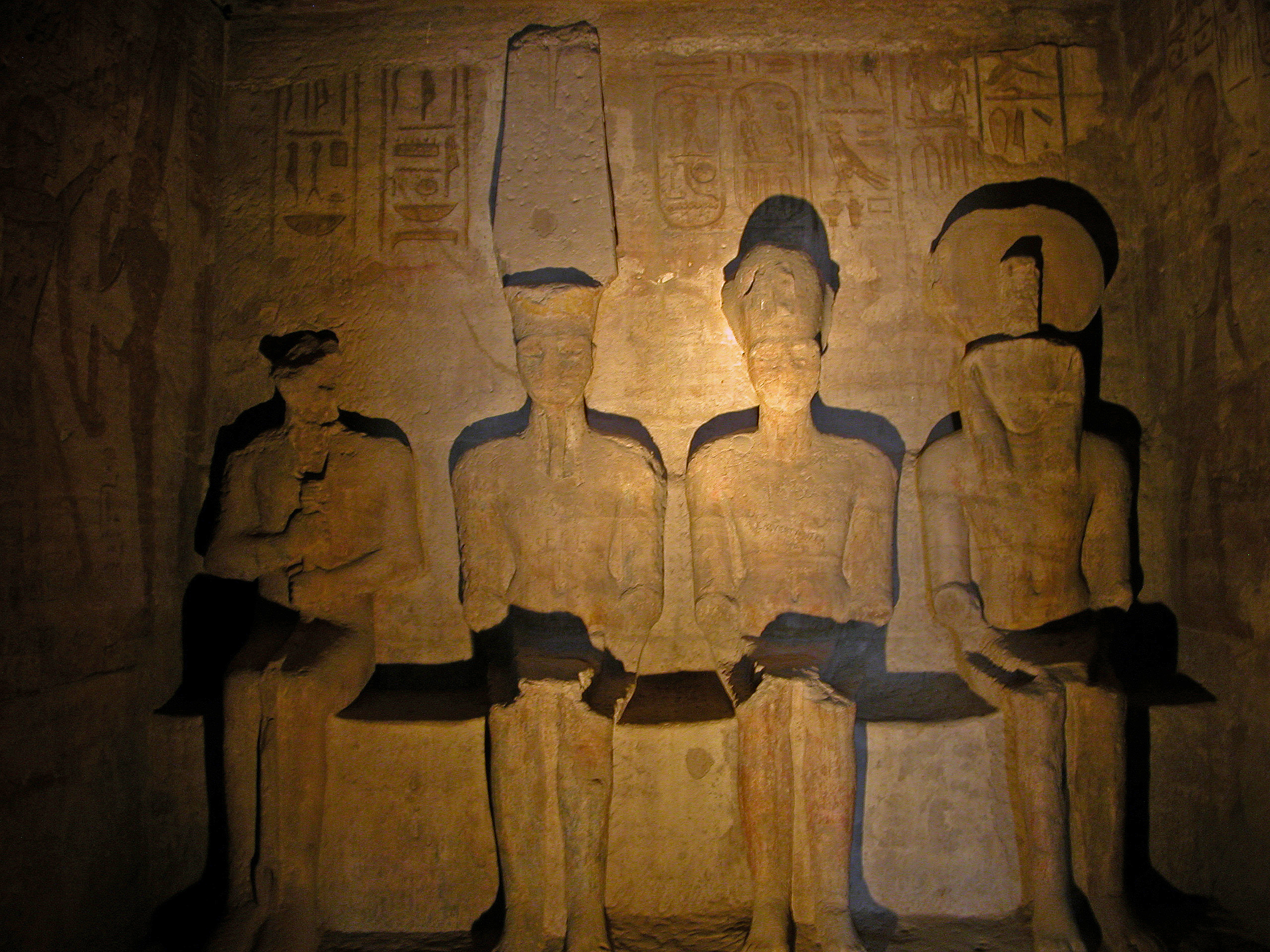
Großer Tempel von Abu Simbel, Heiligtum mit Re-Harachte, Ramses II., Amun-Re und Ptah (von rechts nach links)
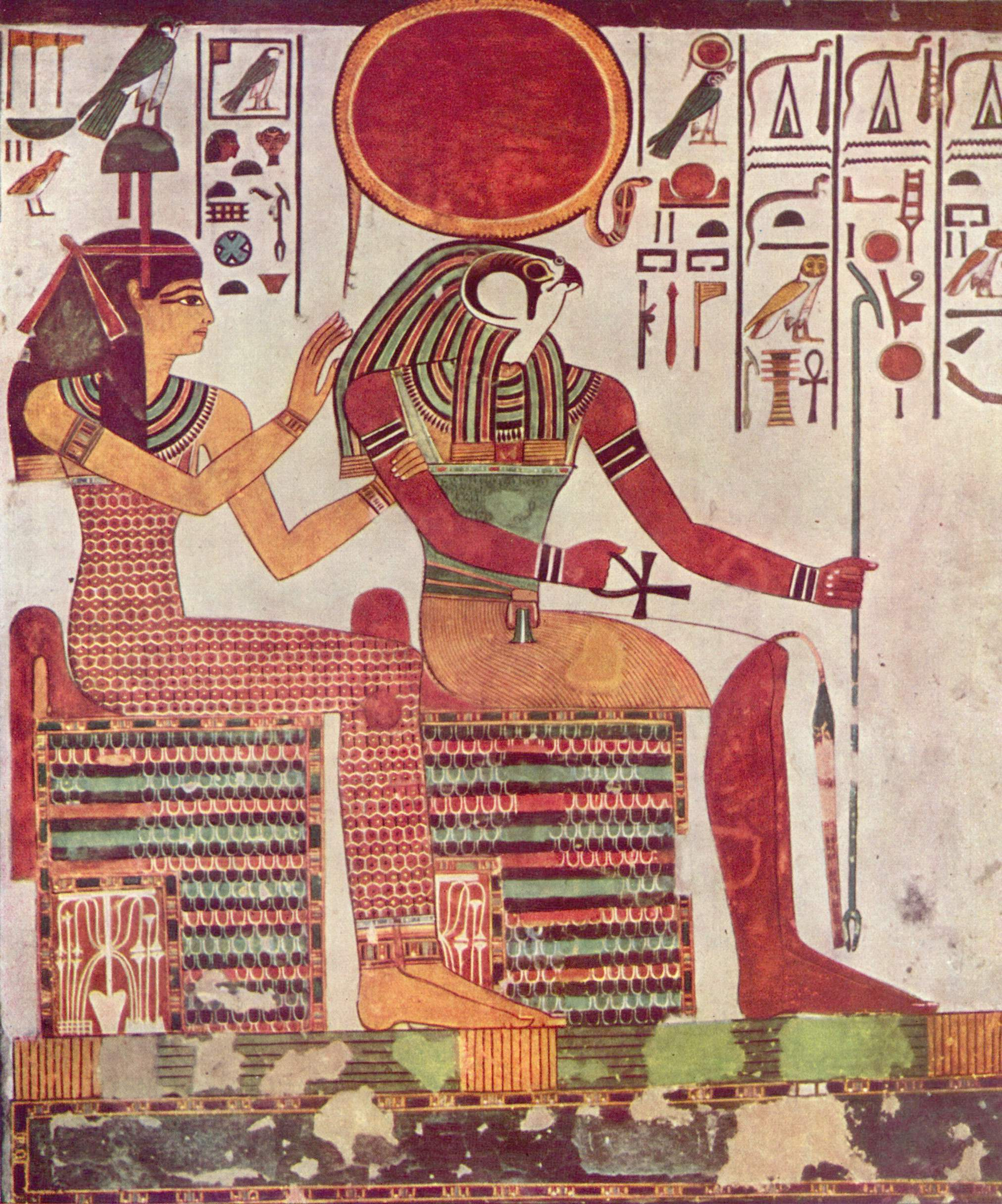
Amentet in Gestalt der Hathor und Re-Harachte (Grabkammer der Nefertari, QV66)

## Rezeption in der neureligiösen Bewegung Thelema
Re-Harachte wird in der von Aleister Crowley gegründeten neureligiösen Bewegung Thelema unter dem Namen Ra-Hoor-Khuit als Gottheit angesehen, die eines der drei Prinzipien der Thelema-Lehre repräsentiert. Ra-Hoor-Khuit erscheint als Sprecher des dritten Kapitels des Liber AL vel Legis, dem zentralen heiligen Buch der Bewegung.